# Behr (équipementier)
Mahle Behr GmbH & Co. KG est un équipementier automobile allemand basé à Stuttgart (Bade-Wurtemberg).

## Histoire
Les premières productions sortent de chaînes en 1905.
Au cours des années 1990, le groupe s'est diversifié avec les branches ferroviaire et aéronautique. L'activité accessoiriste empiète même sur l'univers du deux roues, par la réalisation de jantes et réservoirs.
De 1997 à 2005 sont investis les grands marchés asiatiques tels Inde, Chine, Japon, Corée du Sud.
Le groupe a conclu fin 2005 un partenariat avec le spécialiste de l'éclairage automobile Hella.
En février 2015, Mahle acquiert l'activité de gestion de la chaleur, comprenant les systèmes de refroidissements et d'air conditionné, qui comprend Behr 7 600 employés, de Delphi pour 727 millions d'euros.

## Activité
Behr est solidement implanté sur son marché intérieur. Le groupe dispose de plusieurs centres R&D. Où sont réalisés toutes sortes de tests recréant les conditions extérieures (vents violents, amplitudes thermiques extrêmes…), notamment par le biais de souffleries, simulation informatique.
Le cœur de métier de la multinationale est la fourniture d'ensembles de climatisation et systèmes de refroidissement moteur, pour véhicules routiers légers et lourds.
Les autres localisations sont: Afrique du Sud, Brésil, États-Unis et, pour le continent européen, Espagne, Royaume-Uni, France, République tchèque.
Soit plus de 15 000 salariés à l'échelle planétaire, certaines implantations relevant d'accords de coopération (coentreprise).

## Principaux clients
Quelques noms pour lesquels MAHLE Behr opère :
- poids lourds/autocars - MAN, Mercedes (EvoBus), Renault-Iveco (Irisbus), Volvo, DAF…
- trains - Alstom, Bombardier, Siemens, Vossloh, DB
- aéronautique - BAE Systems
- motos - Aprilia, BMW, Harley-Davidson, KTM, Triumph…